# (37185) 2000 WJ58
2000 WJ58 (asteroide 37185) é um asteroide da cintura principal. Possui uma excentricidade de 0.08158470 e uma inclinação de 15.06272º.
Este asteroide foi descoberto no dia 21 de novembro de 2000 por LINEAR em Socorro.